# Chaumousey
Chaumousey es una comuna francesa situada en el departamento de Vosgos, en la región de Gran Este.

## Demografía
| 342 | 327 | 411 | 590 | 756 | 784 | 901 |
| Para los censos de 1962 a 1999 la población legal corresponde a la población sin duplicidades (Fuente: INSEE [Consultar]) |     |     |     |     |     |     |